# Gödel, Escher, Bach
Gödel, Escher, Bach: an Eternal Golden Braid (în română Gödel, Escher, Bach: o eternă ghirlandă strălucitoare), adesea citată ca GEB, este o carte publicată de Douglas Hofstadter în anul 1979 și distinsă cu Premiul Pulitzer în 1980.
Cartea este un eseu care explorează teme comune din viețile și operele logicianului Kurt Gödel, graficianului Maurits Cornelis Escher și compozitorului Johann Sebastian Bach. Prin analiză ilustrată cu exemple, autorul arată cum realizările acestora se împletesc, revelând o esență comună. „În cele din urmă mi-am dat seama că pentru mine Gödel și Escher și Bach erau doar umbre proiectate în direcții diferite de o esență centrală solidă. Am încercat să reconstruiesc obiectul central și a rezultat această carte.”